# It Takes a Nation of Millions to Hold Us Back
It Takes a Nation of Millions to Hold Us Back ist das zweite Studioalbum der US-amerikanischen Hip-Hop-Band Public Enemy und erschien im Juni 1988 auf Def Jam Recordings. Aufgrund seiner Texte und Produktion wird es heute als Meilenstein des Genres angesehen und taucht in zahlreichen Bestenlisten auf. Mit dem Album etablierten sich Public Enemy als eine der einflussreichsten Hip-Hop-Formationen der späten 1980er und frühen 1990er Jahre.

## Produktion
Das Album wurde zwischen Spätherbst 1987 und Anfang 1988 aufgenommen. Produziert und arrangiert wurde es von Carl Ryder alias Chuck D und Hank Shocklee unter Mithilfe von Eric Sadler. Shocklee und Sadler, Mitglieder des Produzententeams The Bomb Squad, zeichneten auch für die Programmierung verantwortlich. Der Labelgründer Rick Rubin agierte als Executive Producer.
Die Produktion des Albums ist besonders durch ein nahezu orchestrales Level von Samples geprägt, fast alle 10 Sekunden ändert sich der Sound. Neben Ausschnitten aus zahlreichen Old-School-Rap-Songs wurden Samples aus Angel of Death von Slayer sowie Ausschnitte aus bekannten politischen Reden verwendet, u. a. von John F. Kennedy und Martin Luther King. Auch wurden nur kleinere Dinge gesamplet, z. B. ein Schlagzeugpart aus Funky Drummer von James Brown (in Bring the Noise zu nach dem 1. Refrain), das Fight aus (You Gotta) Fight for Your Right (to Party!) von den Beastie Boys (für Party for Your Right to Fight) und das Louder! aus Long Red von Mountain (für den Refrain von Louder than a Bomb). Der Song mit der meisten Anzahl von Samples ist Night of the Living Baseheads.

## Bedeutung
Das Album gilt heute als eine der wichtigsten Produktionen in der Geschichte des Hip-Hop. Dies liegt zum einen an den sozialkritischen und politischen Texten sowie an der harten Produktion. Dadurch sollte sich das Genre Hip-Hop grundlegend ändern, die Old School-Ära wurde dadurch beendet und der Übergang zum politischen Hip-Hop geschaffen. Zugleich wird ihm eine wichtige Bedeutung für den Hardcore-Rap und die Entstehung des Rap-Metals zugesprochen, was Chuck D auf Produzent Rick Rubin zurückführte, der zuvor nicht nur für die Rap-Band Run-D.M.C., sondern auch für die US-amerikanische Thrash-Metal-Band Slayer gearbeitet hatte. Außerdem finden sich Samples aus dem Album in unzähligen Rave- und Gabber-Tracks.
It Takes a Nation of Millions to Hold Us Back wurde im Jahr 2000 in der Serie The Def Jam Remasters mit aufgearbeiteter Klangqualität wiederveröffentlicht. Die CD enthält im Speicher außerdem die Videos zu Black Steel in the Hour of Chaos und Night of the Living Baseheads.

## Texte
Jedes Mitglied von Public Enemy spielt auf diesem Album außerdem eine Rolle: Chuck D die des Messenger of Prophecy, Flavor Flav The Cold Lamper, Terminator X  Assault Technician und Professor Griff Minister of Information. Chuck D übernimmt in seinen Parts die Rolle eines Propheten, der das Sprachrohr der neuen Black Power Bewegung ausmacht. Außerdem rappt er fast immer aus der Sicht eines Betroffenen, eines Opfers.
Die Texte sind aggressiv und vor allem politisch. Es werden u. a. die Regierung der USA und die weltpolitische Lage angesprochen, Rechte der Schwarzen kritisiert und Drogenprobleme thematisiert.
Die Mitte des Albums beginnt mit Ausschnitten aus der großen Live Show von 1987 in London, wo Public Enemy bei einem der ersten großen Hip-Hop Konzerte überhaupt sowohl Songs aus ihrem ersten Album als auch einige Promo-Tracks aus ihrem zweiten Album spielten.
Das Album beginnt mit Ausschnitten einer Live-Ansage für Public Enemy und eingeblendeten Atom-Alarm. Besonders die Tracks Bring the Noise, Louder Than a Bomb, Rebel Without a Pause, Night of the Living Baseheads und Black Steel in the Hour of Chaos sind hoch politisch:
Bring the Noise beinhaltet den Vergleich zu extrem korrupten Senatoren und die Drohungen der US-Regierung, Chuck D zum Schweigen zu bringen, nachdem Terminator X zum Spaß eine Lügengeschichte über ihn erzählt hatte. Auch werden Radio-Sender kritisiert, die sich weigern, Songs von Public Enemy zu spielen. Bring the Noise ist zudem einer der meistgesampelten Songs der Musikgeschichte. Bekannte Künstler wie Kanye West (Everything I Am), Ludacris (How low), Ice-T (I Ain't New To This), Fat Joe (Safe 2 Say) oder Rakim (Guess who's back) haben ihn bereits für ihre Songs benutzt. Im Jahr 1991 spielten Public Enemy eine Version gemeinsam mit Anthrax ein, die auf dem Album Apocalypse 91...the Enemy Strikes Black veröffentlicht wurde.
Don’t Believe the Hype handelt von der Überschätzung und dem Hype verschiedener Bands. Der Song hat auch heute noch Aktualität und kann besonders auf den einmaligen Erfolg von manchen neuen Superstars und Casting-Stars bezogen werden.
Cold Lampin’ With Flavor ist der einzige Solo-Track von Flavor Flav auf diesem Album. Flavor beschreibt hier seine Person (dass er immer eine Uhr um den Hals trägt, sein Name sich von süßen Geschmack ableiten lässt und schwarz wie Schokolade sei).
Terminator X to the Edge of Panic beginnt mit dem Rufen des Namens des DJs von Chuck D in einer Live-Show. Dann, nach einer kurzen Stille, ruft Chuck D noch einmal Terminator X, dann beginnt der Song Flash von Queen, der dabei stark gescratcht wird. Dann werden verschiedene Faktoren von Terminator X beschrieben.
Louder Than a Bomb handelt von dem Schweigen, das Public Enemy auferlegt worden war. Auch sei Chuck D sein Telefon weggenommen worden, damit er nicht mehr mit seinen Kumpanen kommuniziere. Doch Public Enemy könnten nicht schweigen, sie seien lauter als eine Bombe. Chuck D erwähnt außerdem, dass seine Posse (Publikum; kann aber auch als Armee verstanden werden) zu allem bereit sei.
Der Titel von Caught, Can We Get a Witness? heißt frei übersetzt etwa Wir wurden geschnappt, können wir bitte einen Zeugen aufrufen? Chuck D beschreibt eine Situation in einem Gerichtssaal, wobei er angeklagt wird, weil er für eine CD unerlaubt zu viele Samples benutzt hätte.
She Watch Channel Zero?! handelt von vielen schwarzen Amerikanern, die verdummen, weil sie unsinnige Fernsehprogramme anschauen. Der rockige Stil des Songs entsteht durch die gesampleten Gitarrenriffs.
Night of the Living Baseheads steht symbolisch für das ganze Album (laut, wild, hochpolitisch und samplelastig). Der Song ist nicht nur der umstrittenste des ganzen Albums, sondern auch einer der wildesten und härtesten in der Geschichte des Hip Hop. Chuck D erhebt im Text nicht nur Anklage gegen die Regierung und die Weißen, sondern auch gegen Menschen schwarzer Hautfarbe. Der Song beinhaltet die meisten Samples auf dem Album. Der Refrain besteht hauptsächlich aus dem Sampling vom 2. Track des Albums, Bring the Noise.
In Black Steel in the Hour of Chaos erzählt Chuck D, dass er einen Brief der Regierung bekommen hatte, der besagt, er solle in die Armee. Doch er habe abgelehnt und sich darüber beschwert, dass Leute wie er (seiner Hautfarbe) dem Land egal wären. Er erzählt weiterhin eine Geschichte, wo er in ein Gefängnis gesperrt wurde. Der Beat ist über den ganzen Song druckvoll und hart und vermittelt einen bedrückten Zustand.
Bei Security of the First World handelt es sich nur um einen Skit bzw. um ein anderthalb Minuten langes Schlagzeug-Solo, das den meisten Menschen als Intro zum Song Justify My Love von Madonna bekannt sein dürfte.
In Rebel Without a Pause beklagen Public Enemy sich über das geplante Verbot ihrer CD und lehnen sich erneut gegen die Regierung auf. Am Ende des Songs enden die Live-Ausschnitte auf dem Album, Public Enemy jedoch wollen die Show nicht enden lassen und aktivieren ihre Beat-Box wieder.
Prophets of Rage heißt übersetzt Propheten des Zorns. Der Songtitel war Namensgeber der 2016 gegründeten Supergroup Prophets of Rage, zu der auch Chuck D gehörte.
Party for Your Right to Fight ist der letzte Song des Albums. Der Titel ist eine Parodie auf den Hit (You Gotta) Fight for Your Right (to Party!) des New Yorker Rap-Trios Beastie Boys. Chuck D und Flavor rappen hier in einem wortgenauen Duett. Der Song endet mit dem Namen des Albums: It takes a nation of millions to hold us back.

## Titelliste
Bis auf die gekennzeichneten Ausnahmen stammen alle Songs aus der Feder von Carlton Douglas Ridenhour, Eric Sadler und Hank Shocklee. Die Urheber der verwendeten Samples werden nicht aufgeführt.
Side Silver
1. Countdown to Armageddon – 1:40
2. Bring the Noise – 3:46
3. Don’t Believe the Hype (William Drayton, Ridenhour, Sadler, Shocklee) – 5:19
4. Cold Lampin’ With Flavor (Sadler, Shocklee) – 4:17
5. Terminator X to the Edge of Panic (Drayton, Ridenhour, Norman Rogers) – 4:31
6. Mind Terrorist – 1:21
7. Louder Than a Bomb – 3:37
8. Caught, Can We Get a Witness? – 4:53
Side Black
9. Show ’Em Whatcha Got – 1:56
10. She Watch Channel Zero?! (Drayton, Richard Griffin, Ridenhour, Sadler, Shocklee) – 3:49
11. Night of the Living Baseheads – 3:14
12. Black Steel in the Hour of Chaos (Ridenhour, Shocklee, Sadler, Drayton) – 6:23
13. Security of the First World – 1:20
14. Rebel Without a Pause (Ridenhour, Rogers, Sadler, Shocklee) – 5:02
15. Prophets of Rage – 3:18 (Drayton, Ridenhour, Sadler, Shocklee)
16. Party for Your Right to Fight – 3:24

## Rezeption
Trotz geteilter Meinung um den lyrischen Inhalt wurde das Album von vielen Kritikern sehr positiv aufgenommen. Die Zeitschrift Rolling Stone nannte es das „erste wirklich großartige Hip-Hop-Album“ („first truly great hip-hop album“).
New York Times bewertete das Album folgendermaßen:

“Where most rappers present themselves as funky individualists, beating the odds of the status quo, Public Enemy suggests that rap listeners can become an active community, not just an audience. Although it overreaches, It Takes a Nation jams urban tension and black anger into the foreground; it reveals the potential for demagoguery as well as the need for change.”

„Während die meisten Rapper sich als unkonventionelle Individualisten präsentieren, die entgegen aller Chance den Ausbruch geschafft haben, glauben Public Enemy daran, dass Rap-Hörer nicht bloß ein Publikum sind, sondern zu einer aktiven Gemeinschaft werden können. Obwohl es damit stellenweise übers Ziel hinausschießt, stellt It Takes a Nation urbane Spannungen und den schwarzen Zorn in den Vordergrund; es zeigt sowohl das Potential für Demagogie, als auch den Bedarf an Veränderungen.“

Besonders gelobt wurde von Kritikern das Sampling der Bomb Squad.

### Bestenlisten
Rolling Stone wählte It Takes a Nation of Millions to Hold Us Back 2003 auf Platz 48 und 2020 auf Platz 15 der 500 besten Alben aller Zeiten. Es belegt zudem Platz 12 der 100 besten Alben der 1980er Jahre und Platz 4 der 200 besten Hip-Hop-Alben. Bring the Noise erreichte 2004 Platz 162 und 2021 Platz 397 der 500 besten Songs aller Zeiten.
In der Aufstellung der 500 besten Alben aller Zeiten des New Musical Express belegt es Platz 17. Das Magazin wählte Don’t Believe the Hype auf Platz 372 und Rebel Without a Pause auf Platz 173 der 500 besten Songs aller Zeiten.
Pitchfork wählte es 2002 auf Platz 9 der 100 besten Alben der 1980er Jahre und 2018 auf Platz 6 der 200 besten Alben des Jahrzehnts. Bring the Noise rangiert auf Platz 26 der 200 besten Songs der 1980er Jahre.
Spin führt It Takes a Nation of Millions to Hold Us Back auf Platz 36 der 300 besten Alben aus dem Zeitraum 1985 bis 2014.
In der Auswahl der 200 besten Alben aller Zeiten von Uncut erreichte es Platz 22.
Time nahm es in die Zusammenstellung der 100 wichtigsten Alben auf.
Das Album gehört zu den 1001 Albums You Must Hear Before You Die.
2020 wurde It Takes a Nation of Millions to Hold Us Back in die Grammy Hall of Fame aufgenommen.
Kurt Cobain zählte es zu seinen 50 Lieblingsalben.

### Erfolg
It Takes a Nation of Millions to Hold Us Back war 1988 das meistverkaufte Hip-Hop-Album der Welt. Es gelangte auf Platz 1 der Billboard-Charts in der Sparte Top R&B/Hip-Hop Albums, aber nur auf Platz 42 in den Billboard 200. Trotz dieser eher bescheidenen Platzierung in den regulären Albumcharts erreichte es innerhalb eines Monats Gold-Status für 500.000 verkaufte Einheiten. Inzwischen ist es mit Platin ausgezeichnet worden (1.000.000 Einheiten). Bis heute werden weltweit immer noch mehrere tausend Exemplare pro Woche verkauft.
In den britischen Albumcharts erreichte es Platz 8 und hielt sich neun Wochen in den Top 100.

## Coverversionen
- Bring the Noise wurde 1991 von Public Enemy zusammen mit der Thrash-Metal-Band Anthrax neu eingespielt.
- Der britische Trip-Hop-Musiker Tricky interpretierte den Songtext von Black Steel in the Hour of Chaos 1995 als Black Steel.
- Die Nu-Metal-Band Staind und Fred Durst veröffentlichten 2000 eine Coverversion von Bring the Noise.